# Much
Much is een gemeente in de Duitse deelstaat Noordrijn-Westfalen, gelegen in de Rhein-Sieg-Kreis. De gemeente telt 14.491 inwoners (31 december 2020) op een oppervlakte van 78,06 km².

## Bezienswaardigheden
- Sint-Martinuskerk

## Afbeeldingen

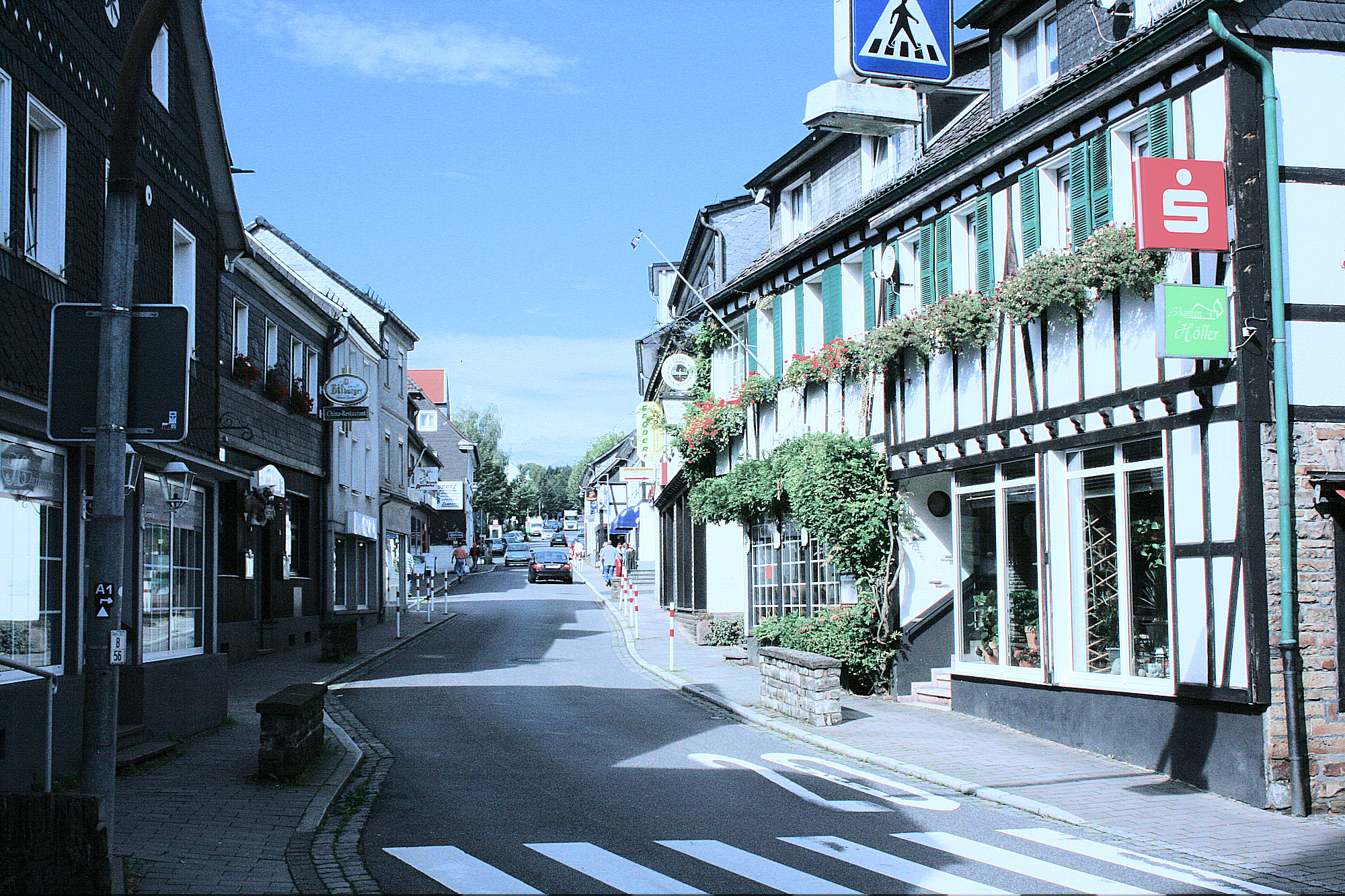
Hauptstraße
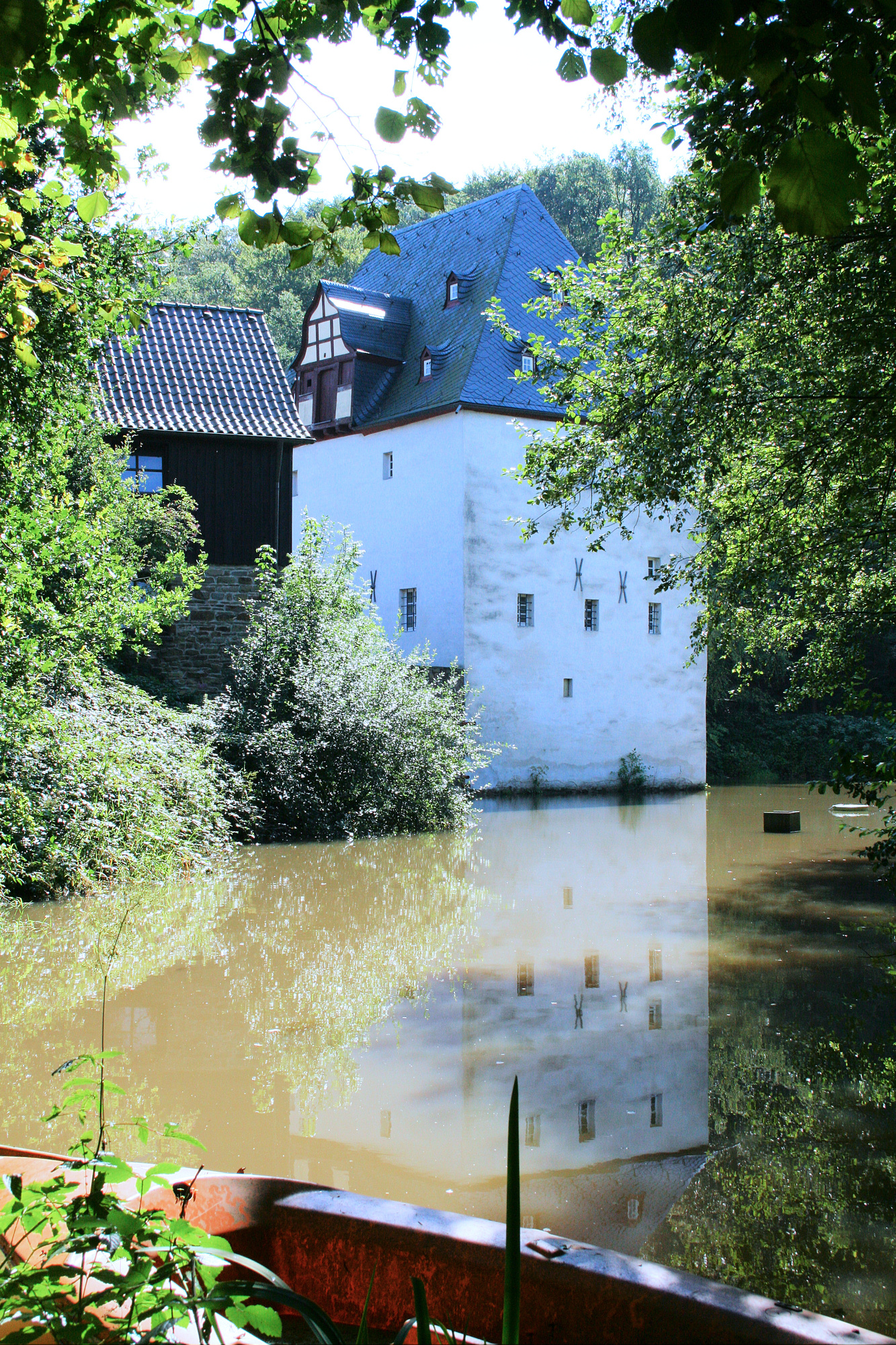
Burg Overbach

Alfter · Bad Honnef · Bornheim · Eitorf · Hennef · Königswinter · Lohmar · Meckenheim · Much · Neunkirchen-Seelscheid · Niederkassel · Rheinbach · Ruppichteroth · Sankt Augustin · Siegburg · Swisttal · Troisdorf · Wachtberg · Windeck